# Liste der Monuments historiques in Blandy (Essonne)
Die Liste der Monuments historiques in Blandy (Essonne) führt die Monuments historiques in der französischen Gemeinde Blandy auf.

## Liste der Bauwerke
| Bezeichnung       | Beschreibung              | Standort | Kennzeichnung | Schutzstatus | Datum | Bild           |
| ----------------- | ------------------------- | -------- | ------------- | ------------ | ----- | -------------- |
| Kirche St-Maurice | Erbaut im 13. Jahrhundert | (Lage)   | PA00087815    | Inscrit      | 1926  | weitere Bilder |

## Liste der Objekte
- Monuments historiques (Objekte) in Blandy (Essonne) in der Base Palissy des französischen Kultusministeriums